# Mriya Agro Holding
Die Mriya Agro Holding ist ein ukrainischer Agrarproduzent, der 1992 gegründet wurde. Der Sitz der Holding ist Nikosia, Zypern. Die Zentrale des operativen Geschäfts befindet sich im westukrainischen Dorf Wasylkiwzi im Rajon Hussjatyn der Oblast Ternopil. Seit 2008 ist das Unternehmen an der Frankfurter Wertpapierbörse gelistet.

## Geschichte
Laut Unternehmensangaben wurde Mriya 1992 von Iwan und Klaudia Guta als landwirtschaftlicher Familienbetrieb gegründet. Bewirtschaftet wurden zunächst lediglich 50 Hektar; bis 1994 wuchs die Anbaufläche auf bis zu 150 Hektar an.
1995 wurde der Kartoffelanbau modernisiert. Ferner wurden die ersten Großgeräte angeschafft, mit denen 1996 eine Anbaufläche von inzwischen insgesamt 500 Hektar bewirtschaftet wurde.
1998 wurde das erste Silo mit einer Kapazität von 3.500 Tonnen errichtet. Ein größerer Vertrag über die Lieferung von Kartoffeln zur Produktion von Kartoffelchips konnte abgeschlossen werden. Die Anbaufläche war auf bis zu 1.000 Hektar angewachsen.
2001 eröffnete das Unternehmen eine eigene Agroschule. Der Fuhrpark wurde erweitert. Die Anbaufläche betrug mittlerweile bis zu 3.000 Hektar und stieg bis 2005 auf dann bis zu 10.000 Hektar an.
2008 wurden bis zu 20 % der Unternehmensaktien als GDRs an der Frankfurter Wertpapierbörse platziert. Die bewirtschaftete Fläche war auf bis zu 100.000 Hektar angewachsen.
2009 nahm Mriya seine Samenverarbeitungsfabrik in Betrieb, die eine Kapazität 300 Tonnen pro Tag besitzt. An Getreide und Ölfrüchten wurden bis zu 477.000 Tonnen produziert. Durch Grundstücksübernahmen wuchs die Anbaufläche auf über 200.000 Hektar an.
2011 gründete das Unternehmen das landwirtschaftliche Ausbildungszentrum Ukrainische Agrarschule, die laut Schulangabe u. a. Partnerschaften mit der insbesondere in den Agrarwissenschaften stark engagierten Universität Hohenheim und dem vom deutschen Bundesministerium für Ernährung, Landwirtschaft und Verbraucherschutz geförderten Kooperationsprojekt Deutsches Agrarzentrum in der Ukraine (DAZ) unterhält.
Die Anbaufläche betrug nunmehr fast 300.000 Hektar.

## Produkte
Das Unternehmen bewirtschaftet nach eigenen Angaben landwirtschaftliche Flächen von insgesamt knapp 300.000 Hektar, die sich in einem Umkreis von bis zu 150 km um die operative Firmenzentrale herum befinden.
Angebaut werden vor allem Weizen, Raps, Mais, Zuckerrüben, Kartoffeln, Buchweizen, Gerste, Erbsen und Sojabohnen.
Abgedeckt wird dabei laut Unternehmensangaben die gesamte Produktionskette, von der Planung bis zum Produktverkauf:
1. Planung, hierbei Berücksichtigung von Bodenqualität, Marktbedürfnissen und Erzeugungskosten, Festlegung der anzubauenden Produkte, Auswahl der Düngemittel
2. Samenproduktion in der unternehmenseigenen Samenverarbeitungsfabrik
3. Bodenbearbeitung, dabei je nach Erfordernis Direktsaat, Minimalbodenbearbeitung oder traditionelle Bodenbearbeitung
4. Anbau mittels großer landwirtschaftlicher Maschinen,[11] beispielsweise 18- und 36-reihiger Saatmaschinen
5. Erntebearbeitung mit eigenem Großgerät,[11] z. B. 36 Meter breiten Spritzgeräten
6. Ernte mittels eigenen Großgeräten,[11] Abfuhr der Produkte mittels LKWs aus eigenem Fuhrpark
7. Lagerung der geernteten, ggf. getrockneten und gereinigten Produkte in eigenen Silos, Getreidespeichern, Kartoffel- und Samenlagern mit einer Gesamtkapazität von 670.000 Tonnen[8]
8. Verkauf an den Einzel- und Großhandel in rund 20 Ländern,[12] hierbei logistische Unterstützung